# Tehætte
En tehætte er en foret hætte der bruges til at holde teen varm i en tekande. Tehætter findes i mange faconer, mønstre og materialer. Syede, hæklede og strikkede.
En tehætte med håndtag der gør det muligt at bære tekanden mens den er varm kaldes en tetaske.
- Wikimedia Commons har flere filer relateret til Tehætte